# Mariù Pascoli
Mariù Pascoli, née Maria Letizia Pascoli à Tripoli le 1er janvier 1935 et morte à Bologne le 6 novembre 2018, est une actrice enfant italienne active entre 1940 et 1944.

## Biographie
Mariù Pascoli est issue d'une famille fortunée de Bologne. En 1940, Mario Soldati, après avoir signé le contrat pour la réalisation de la transposition cinématographique du roman Piccolo mondo antico d'Antonio Fogazzaro, choisit Mariù Pascoli pour le rôle d'Ombretta.
Ce choix s'avère gagnant, car la petite joue de façon spontanée, à tel point qu'immédiatement après elle est retenue pour le film La fuggitiva, tourné à Turin aux studios Fert, où elle a l'occasion de se distinguer davantage en devenant la première enfant star de Cinecittà, une Shirley Temple italienne en compétition avec l'autre actrice italienne, Miranda Bonansea, plus âgée.
En 1943, elle fait partie de la distribution de Gran Premio (it) de Giuseppe Musso sur un sujet d'Umberto Scarpelli, où elle incarne la fille d'un malheureux éleveur de chevaux, qui verra finalement la victoire de son poulain et le retour du bonheur familial.
Dans le quatrième film Senza famiglia de 1944, tourné par Giorgio Ferroni au milieu de la Seconde Guerre mondiale aux Stabilimenti della Scalera de la Giudecca de Venise (le Cinevillaggio) en République sociale italienne, elle incarne une petite mendiante associée à Luciano De Ambrosis, un autre acteur enfant de l'époque. En raison de sa longueur excessive, le film sera divisé en deux parties (la deuxième intitulée Ritorno al nido) et distribué dans les salles de cinéma au début de 1946.
Après la guerre, après des apparitions éphémères au théâtre et en doublage, à vingt ans elle épouse le journaliste Gian Luigi Degli Esposti et quitte définitivement le monde du cinéma pour se consacrer à la musique, et en particulier au clavecin, qu'elle enseigne pendant plusieurs années dans les conservatoires italiens.

## Filmographie
- 1941 : Le Mariage de minuit  (Piccolo mondo antico) de Mario Soldati[2]
- 1941 : La fuggitiva de Piero Ballerini
- 1943 : Gran premio de Giuseppe Musso Jr. et Umberto Scarpelli
- 1946 : Senza famiglia de Giorgio Ferroni
- 1946 : Ritorno al nido de Giorgio Ferroni